# Calamaria setacea
Calamaria setacea là một loài dương xỉ trong họ Isoetaceae. Loài này được Lam. Kuntze mô tả khoa học đầu tiên năm 1891.